# 布赖恩·珀泽
布赖恩·珀泽（英語：Bryan Purser，1950年或1951年—），新西兰男子羽毛球运动员。他曾代表新西兰参加1974年和1978年英联邦运动会羽毛球比赛，其中1978年英联邦运动会获得一枚铜牌。

## 家庭
哥哥理查德·珀泽。